# Samostrzałów
Samostrzałów – wieś w Polsce, położona w województwie świętokrzyskim, w powiecie pińczowskim, w gminie Kije.
| SIMC    | Nazwa      | Rodzaj     |
| ------- | ---------- | ---------- |
| 0242921 | Kępie      | część wsi  |
| 0242938 | Pasieka    | część wsi  |
| 0242944 | Podlesie   | przysiółek |
| 0242950 | Pomyków    | część wsi  |
| 0242967 | Praga      | część wsi  |
| 0242973 | Targowiska | część wsi  |
| 0242980 | Warszawa   | część wsi  |

W latach 1975–1998 miejscowość administracyjnie należała do województwa kieleckiego.